# Ołeksandr Staruch
Ołeksandr Wasylowycz Staruch (ukr. Олександр Васильович Старух; ur. 28 kwietnia 1973 w Zaporożu) – ukraiński historyk i polityk. Przewodniczący Zaporoskiej Obwodowej Administracji Państwowej w latach 2008-2010 i ponownie w latach 2020-2023.

## Biografia
W 1995 ukończył studia na Zaporoskim Uniwersytecie Narodowym. W wyborach parlamentarnych w 1998 roku bez powodzenia kandydował z list Ludowego Ruchu Ukrainy. W 2003 roku uzyskał tytuł profesora nadzwyczajnego.
W latach 2007–2008 pracował w Biurze Prezydenta Ukrainy w departamencie rozwoju regionalnego. 25 września 2008 został mianowany na przewodniczącego Zaporoskiej Obwodowej Administracji Państwowej przez Wiktora Juszczenkę. 18 marca 2010 został zdymisjonowany przez Wiktora Janukowycza.
W wyborach parlamentarnych w 2012 i 2014 bez powodzenia kandydował z list partii Batkiwszczyna.
W wyborach samorządowych w 2015 roku został wybrany do Zaporoskiej Rady Obwodowej. 18 grudnia 2020 został ponownie mianowany na przewodniczącego Zaporoskiej Obwodowej Administracji Państwowej przez Wołodymyra Zełenskiego. Został zdymisjonowany 24 stycznia 2023.

## Odznaczenia
- Order „Za zasługi” III klasy (2007)[6]
- Order Bohdana Chmielnickiego III klasy (2022)[7]